# Thomas C. Hennings

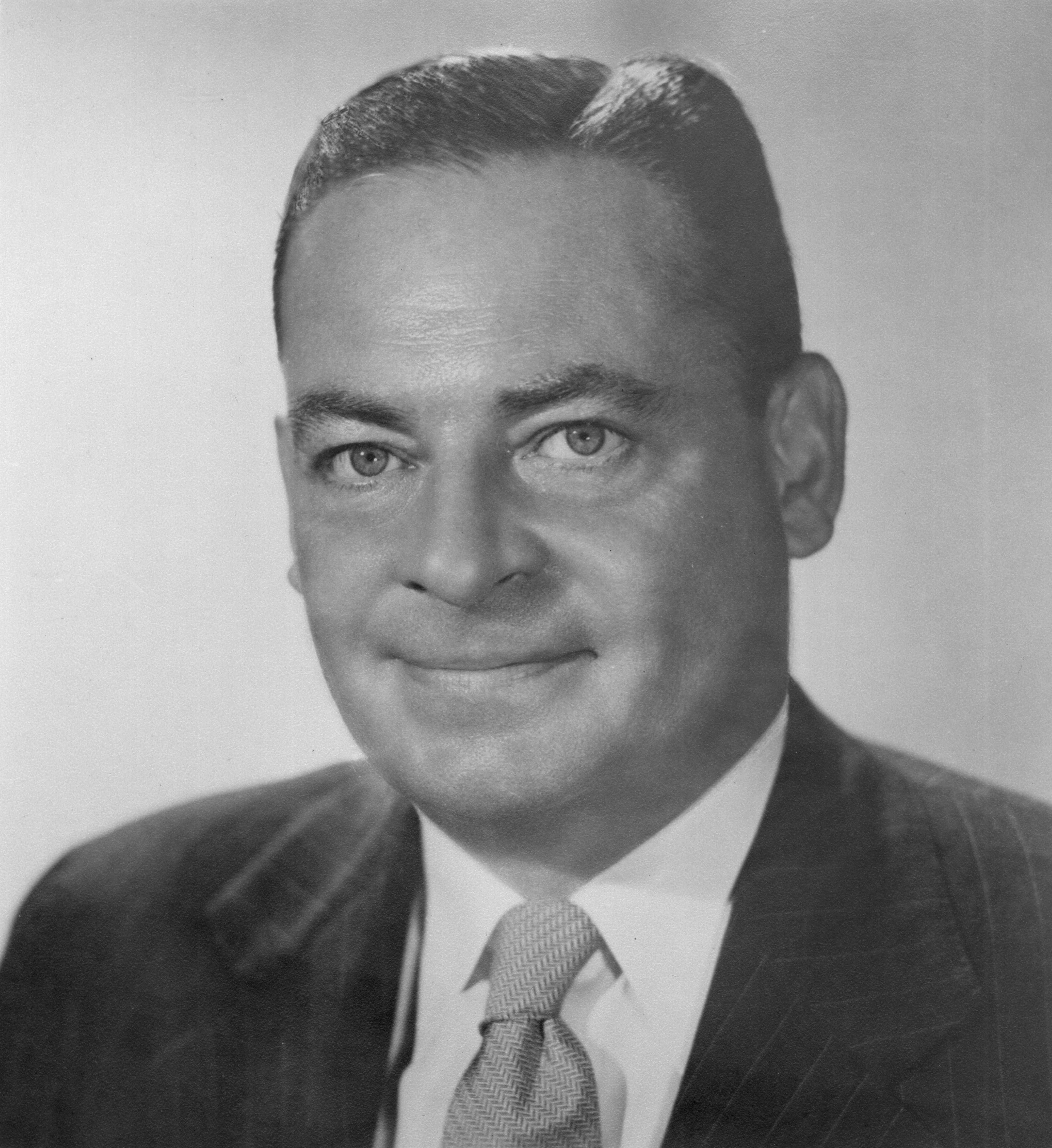
Thomas C. Hennings

Thomas Carey Hennings Jr. (* 25. Juni 1903 in St. Louis, Missouri; † 13. September 1960 in Washington, D.C.) war ein US-amerikanischer Jurist und Politiker (Demokratische Partei). Er vertrat den Bundesstaat Missouri in beiden Kammern des Kongresses.
Nach dem Besuch der öffentlichen Schulen in St. Louis studierte Thomas Hennings zunächst an der Cornell University in Ithaca und machte dort 1924 seinen Abschluss. Zwei Jahre später folgte das juristische Examen an der Washington University in St. Louis, woraufhin er in die Anwaltskammer aufgenommen wurde und in seiner Heimatstadt als Jurist zu praktizieren begann. Von 1929 bis 1934 amtierte er als stellvertretender Kreisstaatsanwalt in St. Louis. Zwischen 1932 und 1936 gehörte er dem Stab des Gouverneurs im Rang eines Colonel an; außerdem war er von 1934 bis 1938 als Dozent für Rechtswissenschaften am Benton College of Law in St. Louis beschäftigt.
1934 wurde Hennings von der Demokratischen Partei als Kandidat für die Wahl zum US-Repräsentantenhaus im elften Distrikt von Missouri aufgestellt; er setzte sich dabei gegen den Amtsinhaber James Edward Ruffin durch. Nachdem er auch die Wahl für sich entschieden hatte, zog er am 3. Januar 1935 in den Kongress ein. Es folgten mehrere Wiederwahlen, ehe er sein Mandat am 31. Dezember 1940 niederlegte, um Kreisstaatsanwalt in St. Louis zu werden. Dieses Amt bekleidete er bis 1944. Außerdem diente Hennings von 1941 bis 1943 als Lieutenant Commander in der Reserve der US Navy.
Nachdem er in der Folge zunächst wieder als Anwalt gearbeitet hatte, wurde Thomas Hennings im Jahr 1950 gegen den republikanischen Amtsinhaber Forrest C. Donnell in den Senat der Vereinigten Staaten gewählt. Dies war in jenem Jahr die einzige Wahl, bei der die Demokraten den Republikanern einen Sitz abnehmen konnten. Hennings kehrte am 3. Januar 1951 in den Kongress zurück. Er wurde 1956 wiedergewählt und war zeitweise Vorsitzender des Committee on Rules and Administration, starb aber noch vor Ende seiner zweiten Amtszeit im September 1960 in Washington. Beigesetzt wurde er auf dem Nationalfriedhof Arlington.